# Arthur Eloesser
Arthur Eloesser, né le 20 mars 1870 à Berlin où il est mort le 14 février 1938, est un historien de la littérature et un journaliste allemand.
Il est notamment critique de théâtre au Vossische Zeitung dans les années 1890.

## Œuvre
En allemand
- Das bürgerliche Drama. Seine Geschichte im 18. und 19. Jahrhundert (1898)
- Heinrich von Kleist. Eine Studie (1905)
- Die Straße meiner Jugend (1919; Erinnerungen)
- Thomas Mann. Sein Leben und sein Werk (1925)
- Elisabeth Bergner (1926)
- Die deutsche Literatur vom Barock bis zur Gegenwart (1930/31)

Traduction française
- Du ghetto à l'Europe, le judaïsme dans la vie intellectuelle du XIXe siècle (titre original à préciser)[1]. Jüdische Buchvereinigung. Berlin, 1936.